# Carrer del Mar (Pineda de Mar)
Carrer del Mar és una obra de Pineda de Mar (Maresme) inclosa a l'Inventari del Patrimoni Arquitectònic de Catalunya.

## Descripció
El carrer del Mar, amb els seus grans arbres, és un dels racons amb més encant. Compta amb diversos edificis d'estiuejants entre els quals cal destacar Cal Comandant (núm. 46), residència de les germanes dominiques, i Can Ribera (núm. 50), edificats els anys 1925 i 1922, respectivament.